# ハイヤングKYOTO (第一期)
ハイヤングKYOTO > ハイヤングKYOTO(第一期)
本項では、かつてKBS京都で放送されていた深夜ラジオ番組「ハイヤングKYOTO」の内、1981年（昭和56年） - 1987年（昭和62年）に放送されたものを第一期として記述していく。

## 概要
1981年（昭和56年）4月にハイヤング11の後番組として開始。放送時間は毎日22:00 - 25:00。
このハイヤンにおいては、関西以外の地を活動拠点とする芸能人を本社スタジオに呼び寄せてパーソナリティに起用すると言う冒険も試みていた。名古屋在住のつボイノリオや首都圏在住のおすぎとピーコ、北海道在住のみのや雅彦が代表的な例である。
パーソナリティのフリートークや、コーナーごとにテーマを決めてリスナーから募集したお便りの紹介が、主要な位置を占める。ただし、つボイノリオ担当の水曜日が自身が出した曲以外は音楽を極力排除してトークに徹する一方で、若宮てい子担当の金曜日は洋楽を全面に押し出すなど、曜日毎の路線の違いはあった。
1985年（昭和60年）10月からは金曜・土曜については22:00 - 24:00までを「パート1」、24:00 - 25:00までを「パート2」と題して2部制を採用。土曜日の「パート2」にはかつて「日本列島ズバリリクエスト」でパーソナリティーを担当していたやしきたかじんを抜擢。
1987年（昭和62年）3月終了。後番組はフリーキャンパスKYOTO。
2011年（平成23年）12月23日に同局60周年記念の特番として「復活!!つボイノリオのハイヤングKYOTO」を夜9時から放送した（ustreamでも同時配信）。

## パーソナリティ
| 期間    | 期間    | 月曜日         | 火曜日        | 水曜日       | 木曜日     | 金曜日     | 土曜日   | 土曜日         | 日曜日     |
| 期間    | 期間    | 月曜日         | 火曜日        | 水曜日       | 木曜日     | 金曜日     | 前半     | 後半           | 日曜日     |
| ------- | ------- | -------------- | ------------- | ------------ | ---------- | ---------- | -------- | -------------- | ---------- |
| 1981.04 | 1982.03 | おすぎとピーコ | 桂文珍 こせん | つボイノリオ | ザ・ぼんち | 若宮てい子 | 鈴置雄三 | 鈴置雄三       | 立原啓裕   |
| 1982.04 | 1983.03 | おすぎとピーコ | 桂文珍 こせん | つボイノリオ | ザ・ぼんち | 若宮てい子 | 島田紳助 | 島田紳助       | 鈴置雄三   |
| 1983.04 | 1984.09 | 寺島まゆみ     | 桂文珍 こせん | つボイノリオ | 宇佐元恭一 | 若宮てい子 | 島田紳助 | 島田紳助       | 鈴置雄三   |
| 1984.10 | 1985.09 | 寺島まゆみ     | 桂文珍 こせん | つボイノリオ | 村田和人   | 若宮てい子 | 島田紳助 | 島田紳助       | みのや雅彦 |
| 1985.10 | 1986.03 | 寺島まゆみ     | 桂文珍 こせん | つボイノリオ | 村田和人   | 越前屋俵太 | 島田紳助 | やしきたかじん | みのや雅彦 |
| 1986.04 | 1986.10 | グーフィ森     | 桂文珍 こせん | つボイノリオ | 村田和人   | 越前屋俵太 | 島田紳助 | やしきたかじん | 森脇健児   |
| 1986.11 | 1987.03 | グーフィ森     | 桂文珍 こせん | つボイノリオ | 村田和人   | 越前屋俵太 | ゲスト   | やしきたかじん | 森脇健児   |

### 月曜日
- 1981年4月 - 1983年3月：おすぎとピーコ
- 1983年4月 - 1986年3月：寺島まゆみ
- 1986年4月 - 1987年3月：グーフィ森

### 火曜日
- 1981年4月 - 1987年3月：桂文珍、こせん

文珍は前身番組の「日本列島ズバリリクエスト」→「ハイヤング11」から引き続き担当（1977年4月〜）、後継番組の「フリーキャンパスKYOTO」も続投。

### 水曜日
- 1981年4月 - 1987年3月：つボイノリオ

### 木曜日
- 1981年4月 - 1983年3月：ザ・ぼんち
- 1983年4月 - 1984年9月：宇佐元恭一
- 1984年10月 - 1987年3月：村田和人

### 金曜日
- 1981年4月 - 1985年9月：若宮てい子（現:若宮テイ子）

前身番組「ハイヤング11」より引き続き担当。
- 1985年10月 - 1987年3月：越前屋俵太（パート1〔前半〕／パート2〔後半〕通しで担当）

### 土曜日
- 1981年4月 - 1982年3月：鈴置雄三
- 1982年4月 - 1985年9月：島田紳助
- 1985年10月 - 1986年10月：島田紳助（パート1〔前半〕担当）／やしきたかじん（パート2〔後半〕担当）
- 1986年11月 - 1987年3月：ゲストパーソナリティー〔上岡龍太郎・オール巨人ほか〕（パート1）／やしきたかじん（パート2）

### 日曜日
- 1981年4月 - 1982年3月：立原啓裕
- 1982年4月 - 1984年9月：鈴置雄三（土曜日より移動）
- 1984年10月 - 1986年3月：みのや雅彦
- 1986年4月 - 1987年3月：森脇健児

後継番組「フリーキャンパスKYOTO」も続投。
| KBS京都 月〜日曜22:00〜25:00                                                     | KBS京都 月〜日曜22:00〜25:00 | KBS京都 月〜日曜22:00〜25:00 |
| 前番組                                                                           | 番組名                       | 次番組                       |
| -------------------------------------------------------------------------------- | ---------------------------- | ---------------------------- |
| ハイヤング11 ※〜1979年9月：月〜土曜23:00-24:30 1979年10月〜：月〜土曜23:00-25:00 | ハイヤングKYOTO (第一期)     | フリーキャンパスKYOTO        |